# Betty Noyes
Elizabeth Noyes Hand (11 oktober 1912 - 24 december 1987) was een zangeres en actrice uit de Verenigde Staten. Ze werd vooral bekend door het nasynchroniseren van twee nummers van Debbie Reynolds in de film Singin' in the Rain uit 1952.  Dit is tegenwoordig een bekend voorbeeld van nasynchronisatie in een filmmusical: terwijl het personage van Reynolds de "spookzangeres" (iemand die anoniem de zangstem verzorgt voor een ander) speelde die voor een ander personage inzong, werd haar eigen zangstem feitelijk gedubd door Noyes. 
Ze zong ook het nummer "Baby Mine" in de Disney-film Dumbo (1941). Dat lied werd genomineerd voor de Academy Award voor Best Original Song. Ze werd echter niet vermeld in de aftiteling voor deze uitvoering, zoals dat het geval was voor alle stemacteurs van Dumbo.

## Carrière
Noyes begon haar carrière in 1938 in The Debutantes, een trio van vrouwen in de bigband van Ted Fio Rito. Ze verzorgden de oorspronkelijke opname van "My Little Grass Shack in Kealakekua, Hawaii". Als lid van The Debutantes (met Marjorie Briggs, Dottie Hill en Dorothy Compton) leverde ze zangbijdragen voor Candy Candido en The Debutantes. 
In 1947 zat ze in een kwartet genaamd "The Girlfriends". Dit kwartet was een vaste waarde in verschillende NBC radioprogramma's, waaronder The Bill Goodwin Show en The Carnation Contented Hour. Noyes en andere leden van het kwartet werden studiozangers en zijn gedurende twee decennia te horen in vele filmmusicals, waaronder The Wizard of Oz (1939), White Christmas (1954) en The Sound of Music (1965). 
Ze verscheen ook voor de camera in verschillende films en televisieseries, waaronder The Dinah Shore Show en een aflevering van I Love Lucy getiteld "Lucy Goes to Scotland". Ze verscheen als een moeder die een korte solo zingt in de televisiefilm Rodgers and Hammerstein's Cinderella uit 1965, samen met collega-dubber Bill Lee. Ze verscheen verder in de aftiteling van I Married an Angel (1942), de Don Knotts-komedie The Love God? (1969), en Abbott en Costello's Jack and the Beanstalk (1952). Haar andere zangcredits omvatten opnames met Ken Darby en Jack Halloren, en zang- en stemwerk voor de "Ice Follies".

## Persoonlijk leven
Betty Noyes was getrouwd met Milton Hand. Ze hadden twee dochters. Haar dochter Deborah Hand nam het in 1990 voor haar op in een ingezonden brief in de LA times. In een artikel in de LA Times was Jean Hagen volgens Deborah Hand onterecht aangemerkt als zangeres van "Would you". Haar dochter gaf aan dat haar moeder dit lied heeft gezongen, net als vele andere liederen in films als The Wizard of Oz, White Christmas en The Sound of Music. Volgens haar dochter was Noyes naast haar werk in Singin' in the Rain, het meest trots op haar rol als Dumbo's moeder.
Betty Noyes stierf op 24 december 1987, op 75-jarige leeftijd, in Los Angeles.

## Bevestigde bijdragen
- Dumbo (1941) "Baby Mine", zonder credits
- I Married an Angel (1942), zonder credits
- Singin' in the Rain (1952) "Would You" en "You Are My Lucky Star", zonder credits
- Seven Brides for Seven Brothers (1954)
- I Love Lucy (1 episode, 1956) as Townsperson in "Lucy Goes to Scotland"
- Cinderella (1965) als moeder

## Zang- en stemprestaties
Film
- The Alamo
- Blue Hawaii
- Camelot
- Doctor Dolittle
- The Greatest Story Ever Told
- The Hallelujah Trail
- How the West Was Won
- The Incredible Mr. Limpet, stem van "Lady Fish"
- King of Kings
- The Music Man
- Mutiny On The Bounty
- My Fair Lady
- The Sound of Music
- State Fair
- White Christmas
- The Wizard of Oz

Muziek
- That Bad Eartha (achtergrondzangeres)

- Bibsys: 9067772
- Bibliothèque nationale de France: cb142117620 (data)
- International Standard Name Identifier: 0000 0005 0343 0943
- Library of Congress Control Number: n2023071986
- MusicBrainz: 5afe6fc4-4d96-40f5-a02e-ab7d68c66d34
- Virtual International Authority File: 416149106255568491978